# Пінігін Генадій Іванович
Геннадій Іванович Пінігін — фахівець у галузі позиційної астрономії та астрономічного приладобудування, професор, доктор фізико-математичних наук (1992), заслужений діяч науки і техніки України (2002), іноземний член Російської Академії природничих наук (2001).
Після закінчення аспірантури Г. І. Пінігін працював молодшим науковим співробітником у Головній (Пулківській) астрономічній обсерваторії Академії наук СРСР (1967). З 1986 року за рішенням Президії АН СРСР призначений завідувачем Миколаївського відділення ДАТ, з 1992 року Г. І. Пінігін - директор Миколаївської астрономічної обсерваторії, яка з 2002 року є науково-дослідним інститутом.
Основна наукова діяльність Пінігіна пов'язана з питаннями вивчення оптимальних конструкцій та створення нових меридіанних телескопів для наземних визначень координат небесних об'єктів. За успіхи в галузі астрономічного приладобудування Г. І. Пінігін був нагороджений срібною медаллю Виставки досягнень народного господарства (ВДНГ) СРСР (1974).
У 1995 році в НАО було створено новий автоматичний телескоп конструкції Г. І. Пінігіна (разом із співавторами) — Аксіальне меридіанне коло (АМК) , яке в 2001 році було внесено до списку об'єктів національного надбання України   .
Під керівництвом Пінігіна в Миколаївські обсерваторії широко розгорнулося міжнародне співробітництво з астрономічними обсерваторіями Росії, Франції, Туреччини та КНР щодо уточнення зв'язку між радіо- та оптичною опорними системами координат, створення високоточного зведеного каталогу в обраних майданчиках небесної сфери, за спостереженнями та визначенням мас обраних астероїдів.
Пінігін веде активну педагогічну роботу, читаючи лекції студентам вузів Миколаєва та Санкт-Петербурга. Він автор понад 300 наукових публікацій. Пінігін є членом Міжнародної астрономічної спілки з 1979 року, очолює з 1992 року Вчену раду Миколаївської астрономічної обсерваторії. Мала планета Сонячної системи № 7976 має ім'я «Пінігін».

## Біографія
Геннадій Іванович Пінігін народився 19 травня 1943 року в селі Акутіха, Бистроістокського району, Алтайського краю.
У 1960 році закінчив середню школу в Бійську.
У 1960 - 1965 роках навчавс в Томському державному університеті.
У 1962 році нагороджений Почесною грамотою та знаком Астрономічної Ради АН СРСР.
1965 року закінчив Томський державний університет за спеціальністю «Астрономогеодезія».
У 1965 - 1968 роках був аспірантом Пулковської обсерваторії.
У 1968 - 1985 працював молодший науковим співробітником Пулковської обсерваторії.
У 1973 році захистив дисертацію на здобуття наукового ступеня кандидата фізико-математичних наук за спеціальністю «01.03.01 – Астрометрія та небесна механіка». Тема дисертації – «Дослідження Пулковського горизонтального меридіанного кола Л. А. Сухарєва за результатами спостережень прямих сходжень зірок».
У 1974 році закінчив Ленінградський інститут авіаційного приладобудування за спеціальністю "Радіоелектронні пристрої".
У 1976 - 1977 роках був начальником полярної експедиції на острові Західний Шпіцберген (Баренцбург, Норвегія).
У 1979 році обраний членом Міжнародного астрономічного союзу.
У 1985 - 1986 роках - старший науковий співробітник Пулковської обсерваторії.
У 1985 - 1991, 1994 - 2000 р.р. - член організаційного комітету комісії № 8 «Позиційна астрономія» МАС.
У 1985 році нагороджений срібною медаллю Виставки досягнень народного господарства (ВДНГ) СРСР, Москва.
В 1986 прийнятий в члени Європейського астрономічного товариства.
З 1992 року по теперішній час – директор Миколаївської астрономічної обсерваторії.
У 1992 році присвоєно науковий ступінь доктора фізико-математичних наук за спеціальністю «01.03.01 – Астрометрія та небесна механіка ». Тема дисертації – «Визначення прямих сходжень і відмін зірок за допомогою автоматичного меридіанного інструменту горизонтальної конструкції». Науковий ступінь присуджено спеціалізованою вченою радою Головної астрономічної обсерваторії Національної Академії наук України.
У 1993 році прийнятий до членів Української астрономічної асоціації.
У 1997 році присвоєно вчене звання професора за спеціальністю «астрономія та фізика». Звання надано рішенням вченої ради Миколаївського державного педагогічного інституту ім. В. Бєлінського (з 2001 року - Миколаївський національний університет імені В. О. Сухомлинського).
З 2000 року по 2003 рік – заступник голови, а далі член експертної вченої ради з астрономії Міністерства освіти і науки України.
З 2000 року до цього часу – член спеціалізованої ради ДАТ Національної Академії наук України.
З 2006 року - член комісії № 41 "Історія астрономії" МАС.
У 2009 році - член Національного комітету України зі святкування Міжнародного року астрономії.

## Відзнаки
- Почесна грамота Міністерства науки України (1998).
- У 2003 році на честь Пінігіна названи астероїд 7976 Пінігін, відкрити Миколою Черних 1977 року в Кримській астрофізичній обсерваторії.
- Почесний знак «Святий Миколай Чудотворець» ІІІ ступеня (2006).
- Нагрудний знак «За наукові досягнення» від Міністерства освіти і науки України (2008).
- Знак Національної академії наук України «За професійні досягнення» (2010).
- «Громадянин року» Миколаєва у номінації «Наука та освіта» (2010).
- Почесна грамота Верховної Ради України "За особливі заслуги перед українським народом" (2011).
- Орден «За заслуги» ІІІ-го ступеня за вагомий особистий внесок у розвиток вітчизняної науки, зміцнення науково-технічного потенціалу України, багаторічну бездоганну працю (2012).